# امیر نوروزی
امیر نوروزی (زادهٔ ۳۰ مهر ۱۳۶۵) بازیگر اهل ایران است. او فارغ‌التحصیل رشتهٔ تئاتر از دانشگاه هنر است. نوروزی فعالیت خود را از بازی در تئاتر آغاز کرد. وی برای بازی در فیلم‌های مامان (۱۳۹۹) و ۱۹۶۸ (۱۴۰۳) نامزد دریافت سیمرغ بلورین بهترین بازیگر نقش اول مرد از جشنواره فیلم فجر شد.

## فیلم‌شناسی

### سینما
| سال  | عنوان | نقش         | کارگردان          | یادداشت | منابع |
| ---- | ----- | ----------- | ----------------- | ------- | ----- |
| ۱۴۰۳ | ۱۹۶۸  |             | امیرمهدی پوروزیری |         |       |
| ۱۴۰۳ | آنتیک |             | محمدهادی نائیجی   |         |       |
| ۱۳۹۹ | مامان | فریدون      | آرش انیسی         |         |       |
| ۱۳۹۹ | مصلحت | مسعود قاسمی | حسین دارابی       |         | [ ۲ ] |

### نمایش خانگی
| سال  | عنوان              | نقش                              | کارگردان        | یادداشت                             | منابع |
| ---- | ------------------ | -------------------------------- | --------------- | ----------------------------------- | ----- |
| ۱۴۰۴ | شکارگاه            | مفتش نامجو                       | نیما جاویدی     | پخش در شبکه اینترنتی فیلیمو         |       |
| ۱۴۰۳ | داریوش             | علیرضا                           | هادی حجازی‌فر    | پخش در شبکه اینترنتی فیلم‌نت         |       |
| ۱۴۰۲ | حیثیت گمشده        | فرشاد                            | سجاد پهلوان‌زاده | پخش در شبکه اینترنتی فیلیمو         | [ ۳ ] |
| ۱۴۰۲ | قهوه ترک           |                                  | علیرضا امینی    | پخش در شبکه اینترنتی فیلم‌نت         |       |
| ۱۴۰۱ | روزی روزگاری مریخ  | اسکندر نیو شهابی (اسی نیو اکبری) | پیمان قاسم‌خانی  | پخش در شبکه اینترنتی فیلیمو و نماوا |       |
| ۱۴۰۰ | مردم معمولی        | خسرو خراباتی                     | رامبد جوان      | پخش در شبکه اینترنتی فیلیمو         |       |
| ۱۴۰۰ | دختران کوچه غم     | مسیح موحد                        | علی جعفرآبادی   | پخش در شبکه اینترنتی فیلم‌نت         |       |
| ۱۳۹۹ | می‌خواهم زنده بمانم | فرخی                             | شهرام شاه‌حسینی  | پخش در شبکه اینترنتی فیلیمو         |       |

### تئاتر
| سال  | نمایش            | نقش          | کارگردان         | مکان |
| ---- | ---------------- | ------------ | ---------------- | ---- |
| ۱۴۰۲ | حرفه‌ای           |              | وحید منتظری      |      |
| ۱۴۰۱ | سوم ماه می       |              | سعید حسنلو       |      |
| ۱۳۹۸ | تایم لپس         |              | صالح علوی‌زاده    |      |
| ۱۳۹۷ | روز پزشک         |              | فرزام رنجبر      |      |
| ۱۳۹۶ | چشم در برابر چشم |              | آرش طاهرخانی     |      |
| ۱۳۹۵ | لانچر ۵          | سروان شایگان | پویا سعیدی       |      |
| ۱۳۹۵ | هوراشیو شو       |              | آرش طاهرخانی     |      |
| ۱۳۹۴ | B5-6             |              | فرزام رنجبر نظری |      |

## جوایز و نامزدی‌ها
| جایزه                                  | سال  | اثر     | رشته                                   | نتیجه    | منبع  |
| -------------------------------------- | ---- | ------- | -------------------------------------- | -------- | ----- |
| جشنواره فیلم فجر                       | ۱۴۰۳ | ۱۹۶۸    | سیمرغ بلورین بهترین بازیگر نقش اول مرد | نامزدشده |       |
| جشنواره فیلم فجر                       | ۱۳۹۹ | مامان   | سیمرغ بلورین بهترین بازیگر نقش اول مرد | نامزدشده | [ ۵ ] |
| جشنواره تئاتر فجر                      | ۱۳۹۸ | لانچر ۵ | بازیگری مرد در بخش مسابقهٔ تئاتر ایران  | نامزدشده | [ ۶ ] |
| جشنواره بین‌المللی تئاتر دانشگاهی ایران | ۱۳۹۷ | لانچر ۵ | بازیگری مرد                            | تقدیر    | [ ۷ ] |